# Rhynencina
Rhynencina är ett släkte av tvåvingar. Rhynencina ingår i familjen borrflugor.
Kladogram enligt Catalogue of Life:
| Rhynencina | \| \| Rhynencina dysphanes \| \| \| \| \| \| Rhynencina emphanes \| \| \| \| \| \| Rhynencina longirostris \| \| \| \| \| \| Rhynencina spilogaster \| \| \| \| \| \| Rhynencina xanthogaster \| \| \| \| |
|            | \| \| Rhynencina dysphanes \| \| \| \| \| \| Rhynencina emphanes \| \| \| \| \| \| Rhynencina longirostris \| \| \| \| \| \| Rhynencina spilogaster \| \| \| \| \| \| Rhynencina xanthogaster \| \| \| \| |
|            | Rhynencina dysphanes |
|            | |
|            | Rhynencina emphanes |
|            | |
|            | Rhynencina longirostris |
|            | |
|            | Rhynencina spilogaster |
|            | |
|            | Rhynencina xanthogaster |
|            | |